# Nạn đói ở Liên Xô 1932–1933

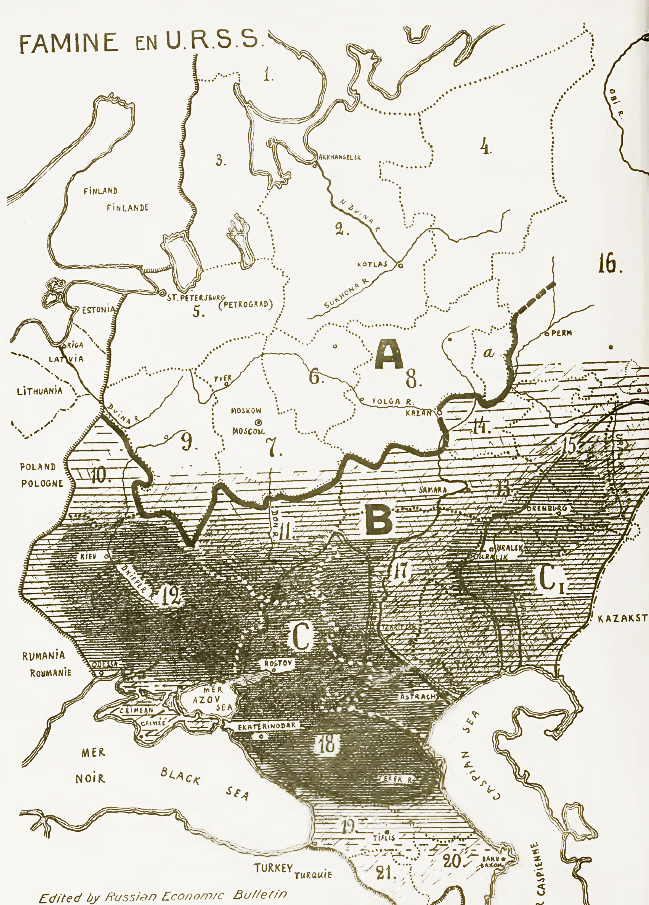
Những vùng nạn đói ở Liên Xô.

Nạn đói ở Liên Xô 1932-33 ảnh hưởng những khu vực sản xuất ngũ cốc chính ở Liên Xô, dẫn tới cái chết của cả triệu người ở các vùng này và sự thiếu thốn thực phẩm nghiêm trọng diễn ra ở nhiều nơi tại Liên Xô. Những vùng này bao gồm Ukraina, Bắc Kavkaz, vùng Volga và Kazakhstan, miền Nam Urals, và Đông Siberia. Một phần của nạn đói này xảy ra ở Cộng hòa Ukraina được gọi là Holodomor hay "cái chết tập thể vì nạn đói."

## Quá trình
Chương trình tập thể hóa nông nghiệp vội vã của chính phủ Liên Xô được xem là một trong những nguyên nhân gây ra nạn đói, bởi vì nó gây hỗn loạn ở nông thôn. Việc trưng thu tài sản của nông dân để gom vào các hợp tác xã khiến người nông dân đua nhau bán và giết ngựa vì sợ là nó sẽ bị trưng thu, và nông dân kiềm chế làm việc ruộng đồng. Chính quyền đổ tội khích động quần chúng cho các kulak (nông dân giàu có) và các nông dân trong hợp tác xã, buộc tội họ là phá hoại. Các nhà cầm quyền đã mong đợi việc sản xuất nông nghiệp sẽ gia tăng do kết quả của việc tập thể hóa nông nghiệp, bởi vì nền nông nghiệp tập thể hóa sẽ cho phép áp dụng các công nghệ nông nghiệp hiện đại như máy cày, bón phân đồng loạt... nhưng thực tế đã đi chệch hướng so với dự định của họ.
Những người khác lập luận rằng nạn đói là kết quả của những tai họa thiên nhiên (bao gồm trận hạn hán lịch sử năm 1932), trong khi một số người cho là câu trả lời nằm ở giữa 2 thái cực trên (một phần do thiên tai, một phần do chính sách nông nghiệp sai). Năm 1932, Ukraine có lượng mưa lớn bất thường (gấp 2-3 lần mức bình thường), dẫn đến cây trồng bị nhiễm nấm ký sinh nghiêm trọng, đặc biệt là bệnh gỉ sắt. Dịch bệnh cây trồng đã làm sụt giảm mạnh năng suất cây lương thực, khiến hàng triệu tấn lương thực bị mất tại Ucraina trong năm 1932
Năm 1933, chính phủ Liên Xô thực hiện cứu trợ rộng rãi mặc dù không đủ, hạt giống và thức ăn gia súc, và gửi đi hơn 20.000 công nhân công nghiệp, tất cả các thành viên Đảng Cộng sản, huy động họ tham gia việc đồng áng. Bất chấp những điều kiện tự nhiên khủng khiếp, vụ thu hoạch rất thành công vào năm 1933 đã chấm dứt nạn đói ở hầu hết các khu vực.